# وزارة ممدوح سالم الأولى
وزارة ممدوح سالم الأولى هي الوزارة السادسة والتسعون في تاريخ مصر وتشكلت في 16 أبريل 1975.:91:92

## أعضاء الحكومة
| الوزارة                                      | الوزير                           |
| -------------------------------------------- | -------------------------------- |
| رئيس مجلس الوزراء                            | ممدوح سالم                       |
| نائب رئيس مجلس الوزراء ووزير التعليم العالي  | محمد حافظ غانم                   |
| نائب رئيس مجلس الوزراء ووزير الخارجية        | إسماعيل فهمي                     |
| نائب رئيس مجلس الوزراء ووزيراً للحربية        | الفريق أول محمد عبد الغني الجمسي |
| الإنتاج الحربي                               | أحمد كامل البدري                 |
| الداخلية                                     | السيد حسين فهمي                  |
| المالية                                      | أحمد أحمد أبو إسماعيل            |
| القوى العاملة والتدريب                       | عبد اللطيف بلطية                 |
| الكهرباء                                     | أحمد سلطان                       |
| السياحة                                      | إبراهيم نجيب                     |
| الشئون الاجتماعية                            | عائشة راتب                       |
| الزراعة ودولة لشئون السودان                  | عثمان عدلي بدران                 |
| الإعلام                                      | أحمد كمال أبو المجد              |
| الثقافة                                      | يوسف السباعي                     |
| الصحة                                        | أحمد فؤاد محيي الدين             |
| البترول                                      | أحمد عز الدين هلال               |
| الإسكان والتعمير                             | عثمان أحمد عثمان                 |
| التأمينات                                    | محمد عبد الفتاح إبراهيم          |
| التربية والتعليم                             | مصطفى كمال حلمي                  |
| التموين                                      | عبد الرحمن الشاذلي               |
| العدل                                        | عادل يونس                        |
| النقل البحري                                 | محمود عبد الرحمن فهمي            |
| التخطيط                                      | إبراهيم حلمي عبد الرحمن          |
| التجارة                                      | زكريا توفيق عبد الفتاح           |
| الري                                         | عبد العظيم أبو العطا             |
| الصناعة والتعدين                             | عيسى عبد الحميد شاهين            |
| البحث العلمي والطاقة الذرية                  | محمد عبد المعبود الجبيلي         |
| النقل                                        | جمال الدين صدقي                  |
| الاقتصاد والتعاون الاقتصادي                  | محمد زكي شافعي                   |
| المواصلات                                    | محمد كمال الدين حسنين            |
| الطيران المدني                               | محمد حمدي أبو زيد                |
| الأوقاف وشئون الأزهر                         | محمد السيد حسين الذهبي           |
| الدولة لشئون مجلس الوزراء والمتابعة والرقابة | عبد الفتاح عبد الله محمود        |
| الدولة لشئون مجلس الشعب                      | ألبرت برسوم سلامة                |
| الدولة للحكم المحلي وللتنظيمات الشعبية       | محمد حامد محمود                  |

## تعديلات
- في نفس يوم تشكيل الوزارة صدر قرار بأن يكون إبراهيم حلمي عبد الرحمن (وزير التخطيط) هو الوزير المختص بالتنمية الإدارية.
- في 27 مايو 1975 صدر قرار بتعيين محمد محمود رياض وزيراً للدولة للشئون الخارجية.
- في 18 أغسطس 1975 أجري تعديل وزاري أسندت فيه وزارة الإعلام إلى يوسف السباعي بالإضافة إلى توليه وزارة الثقافة (مما يعني إقالة أحمد كمال أبو المجد)